# Рафес, Павел Михайлович
Павел Михайлович Рафес (1903—1989) — советский энтомолог, специалист в области защиты леса, доктор биологических наук.

## Биография

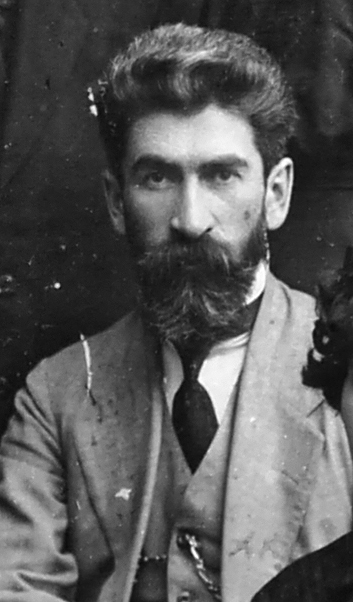
Отец Михаил Рафес, сотрудник Астраханского земства, ок. 1914 г.

Родился в 1903 году в городе Сумы, в семье выпускника Императорского Харьковского университета, земского врача Меера Арон-Гиршевича (Михаила Григорьевича) Рафеса (1876—1942[уточнить]), уроженца Вильно. Отец, окончив медицинский факультет Харьковского университета, работал земским врачом. Через год после его рождения семья переехала в Уфимскую губернию (где отец работал санитарным врачом Златоустовского уезда, затем заведующим Санитарного бюро Уфимского губернского земства), в 1914 году в Астрахань и с 1920 года жила в Москве, где отец был назначен главным санитарным врачом Наркомата путей сообщения и впоследствии стал видным советским гигиенистом и организатором здравоохранения, одним из основателей Института гигиены труда, автором научных трудов по социальной гигиене. Мать Наталья Павловна (урождённая?; 1880, Вильна — 1948, Москва), была учительницей младших классов. 20 марта 1938 года в Магнитогорске отца Павла, санитарного врача, арестовали, а 1 октября 1939 года Челябинский областной суд приговорил его 5 годам лагерей по ст 58-10 ч. 1 (антисоветская пропаганда). В 1943 семье сообщили, что он умер в лагере. Начиная с 1946 года П. Рафес ходатайствовал о пересмотре дела и восстановления честного имени отца. Тот был реабилитирован только в 1958 году. Дядя Павла, видный бундовец Моисей Григорьевич Рафес, тоже стал жертвой сталинских репрессий.
Выпускник биологического отделения физико-математического факультета Московского государственного университета 1925 года (по специальности «Зоология»). Будучи студентом, принимал участие в антисаранчёвых экспедициях в Среднюю Азию. В дальнейшем всю жизнь занимался прикладной энтомологией, сохранив к ней интерес с юношеских лет. В 1925—1941 годах служил в системе защиты растений Минсельхоза — сначала на Северном Кавказе, позднее в Москве. Специалист по применению авиации при борьбе с вредителями в сельском и лесном хозяйстве.
Во время Великой Отечественной войны в 1941—1945 годах находился в действующей армии, прошёл путь от рядового до гвардии старшего лейтенанта, переводчика штаба дивизии. Награждён орденами и медалями. На фронте несколько лет вёл «Дневник переводчика дивизионной разведки» (до сих пор полностью не издан).
В 1948—1951 годах работал главным инженером Лесоавиахимической экспедиции. В 1950 году защитил диссертацию на соискание степени кандидата сельскохозяйственных наук по материалам авиахимической борьбе с сибирским шелкопрядом в Западной Сибири. В 1951 году перешёл на работу младшим научным сотрудником в Институт леса АН СССР, в котором проработал до конца жизни. В 1950-х годах состоял в Песчаном отряде Института леса: изучал насекомых островных естественных лесов и искусственных насаждений, бугристых песков степной и полупустынной зон (Ачикулакские пески в Дагестане, Парынские — в Западном Казахстане, Прииртышские ленточные боры). В 1959 году, став старшим научным сотрудником, был назначен заведующим лабораторией лесной зоологии. В 1960-х годах в Теллермановском лесничестве исследовал роль дендрофильных насекомых в лесных сообществах. В 1970—1980-х годах во главе группы учёных изучал процессы возникновения и затухания вспышек массового размножения вредителей в лесах Челябинской области (Брединском, Троицком, Чебаркульском и других районах), изучал взаимодействия деревьев (преимущественно хвойных) и листогрызущих насекомых, исследовал закономерности динамики их численности. В 1980 году защитил докторскую диссертацию по теме «Биогеоценологические исследования растительноядных лесных насекомых». Опубликовал три монографии по проблемам изучения геобиоценозов и более 200 научных работ по теоретической и прикладной энтомологии. Переводчик нескольких иностранных книг по общей экологии и лесной энтомологии. Опубликовал около 30 рецензий на книги по энтомологии и биоценологии.
Скончался в 1989 году.

### Хобби
Любил симфоническую и камерную музыку, балет. Увлекался художественной фотографией.

## Семья
- Жена — Людмила Васильевна Соколовская (1903—?), дочь потомственного дворянина города Самарканда; работала секретарём-инкассатором в Мосэнерго.
  - Дочь — Ирина (1927—2008), была замужем за кандидатом военных наук Петром Залмановичем Гореликом (1918—2015).
  - Приёмная дочь (от первого брака жены) — Наталья Павловна Рафес (1921—?)[8].
- Двоюродный брат — доктор медицинских наук Юлиан Исаакович Рафес (1924—2019)[9], публицист и учёный-медик, его сын — доктор экономических наук Р. Ю. Рафес (род. 1945).

## Награды
- орден Красной Звезды,
- два ордена Отечественной войны II степени
- медаль «За боевые заслуги».
- Медаль «Ветеран труда», 1980.

## Публикации

### Научные труды
- Формирование мира насекомых в лесных насаждениях на Нырынских песках полупустынного Заволжья // Труды Институт леса АН СССР, 1960, т. 48, с. 102—128.
- Роль и значение растительноядных насекомых в лесу. — М.: Наука, 1968. — 235 с.
- Массовые размножения насекомых как особые случаи круговорота вещества и энергии в лесном биогеоценозе. — В кн.: Защита леса от вредных насекомых, М.: Наука, 1964, с. 3-57.
- Some biological premises for estimation of the productivity of herbivores in forest biogeoceonosis (ecosystems)/ Ed. K. Petrusewicz/ Warschawa; Krakow, 1967, II, p. 539—610.
- Биогеоценоз и популяция. — В кн.: Организм и эволюция живого. Л.: Наука, 1972, с. 127—131.
- Estimation of effects of phytophagous insects on forest production. — In: Analysis on temperate forest ecosystems. Heidelberg, N.Y.: Springer Verlag, 1970, p/ 100—106.
- Рафес П. М. Биогеоценологические исследования растительноядных лесных насекомых. — М. : Наука, 1980. — 168 с.

### Мемуары
- Рафес Павел. Воспоминания о Викторе Платоновиче Некрасове
- Рафес Павел. Война глазами пленных немцев [Текст]; публ., вступ. заметка и прим. П. Горелика // Звезда. — 2011. — N 6. — С. 131—140 . — ISSN 0321-1878
- Рафес Павел. Лицемерие каннибалов: из записок переводчика дивизионной разведки // Нева. — 2005. — N 5. — С. 184—208.
- Павел Рафес. Письмо смершевцу из проклятого прошлого. О страхе, от которого не избавились до сих пор // Новая газета. Спецвыпуск «Правда ГУЛАГа» от 03.03.2010 №02 (23)

## Комментарии
1. ↑  Публикации М. Г. Рафеса:
1. Отчёты о деятельности санитарного бюро и санитарных врачей Уфимского губернского земства. Уфа: Губернская электрическая типография, 1912—1914;
2. Список экспонатов Уфимского губернского земства на Всероссийской гигиенической выставке в С.-Петербурге в 1913 г. Уфа: Санбюро Уфимского губернского земства, 1913; 
3. Обзор состояния медицины в Златоустовском уезде. Уфа: Электрическая типография «Печать», 1913;
4.  К вопросу об изучении движения населения в Уфимской губернии за 1907—1911 гг. Уфа, 1914;
5.  Профессиональный травматизм и туберкулёз на русских железных дорогах. М.: Гудок, 1925;
6.  Вентиляция промышленных предприятий. М.: Гострудиздат, 1929; 
7. Общая гигиена. М.—Л.: Государственное медицинское издательство, 1930; 
8. Вредности и опасности труда в мастерских по ремонту железно-дорожных вагонов. М.: Центральный музей охраны труды и социального страхования НКТ СССР, 1930.
2. ↑  В нескольких источниках П. З. Горелик, зять П. М. Рафеса, приводит семейную легенду, очевидно, восходящую к сокамерникам Михаила Григорьевича, что он был обвинён в том, что якобы «отравил» воду в водопроводе Магнитогорска[1][5]. Однако архивные данные свидетельствуют об ином — его осудили по ст 58-10 ч. 1 (антисоветская пропаганда) на 5 лет ИТЛ, что говорит о том, что скорее всего это был анекдот либо просто скептическое высказывание, сказанное кому-то с глазу на глаз (в противном случае добавлялась 58 п. 11 (антисоветская организация)[6].
3. ↑  На сайте Биологического факультета МГУ, посвященном участникикам Великой отечественной войны, приведена дата смерти 1991 год[3], однако зять П. М. Рафеса П. З. Горелик в двух разных публикациях указывает иную дату — 1989 год[1][5].